# Équipe d'Irlande féminine de squash
L'équipe d'Irlande de squash féminin est la sélection des joueuses irlandaises de squash participant aux Championnats du monde par équipes tous les 2 ans depuis 1979. Elle est placée sous l'égide de la Fédération irlandaise de squash (en).
En 1979, l'Irlande gagne la médaille de bronze des premiers championnats du monde par équipes.

## Équipe actuelle
- Hannah Craig
- Breanne Flynn
- Hannah McGugan
- Ciara Moloney

## Résultats

### Championnats du monde par équipes
| Année                    | Résultat        | Position | V  | D  |
| ------------------------ | --------------- | -------- | -- | -- |
| Birmingham 1979          | Demi-finale     | 3e       | 2  | 2  |
| Toronto 1981             | Quart de finale | 5e       | 5  | 3  |
| Perth 1983               | Demi-finale     | 4e       | 3  | 3  |
| Dublin 1985              | Demi-finale     | 4e       | 4  | 3  |
| Auckland 1987            | Demi-finale     | 4e       | 5  | 3  |
| Warmond 1989             | Quart de finale | 5e       | 4  | 2  |
| Sydney 1990              | Poules          | 5e       | 4  | 2  |
| Vancouver 1992           | Poules          | 10e      | 2  | 4  |
| Guernesey 1994           | Poules          | 9e       | 4  | 2  |
| Petaling Jaya 1996       | Poules          | 16e      | 1  | 5  |
| Stuttgart 1998           | Poules          | 14e      | 2  | 4  |
| Sheffield 2000           | 16e de finale   | 15e      | 1  | 5  |
| Odense 2002              | Poules          | 12e      | 1  | 5  |
| Amsterdam 2004           | Quart de finale | 7e       | 4  | 3  |
| Edmonton 2006            | Quart de finale | 7e       | 3  | 3  |
| Le Caire 2008            | Quart de finale | 5e       | 5  | 2  |
| Palmerston North 2010    | Quart de finale | 8e       | 2  | 4  |
| Nîmes 2012               | Quart de finale | 6e       | 3  | 3  |
| Niagara-on-the-Lake 2014 | Quart de finale | 8e       | 3  | 4  |
| Issy-les-Moulineaux      | Absent          |          |    |    |
| Total                    | 19/20           | 0 Titre  | 58 | 62 |